# Philippe Fournier

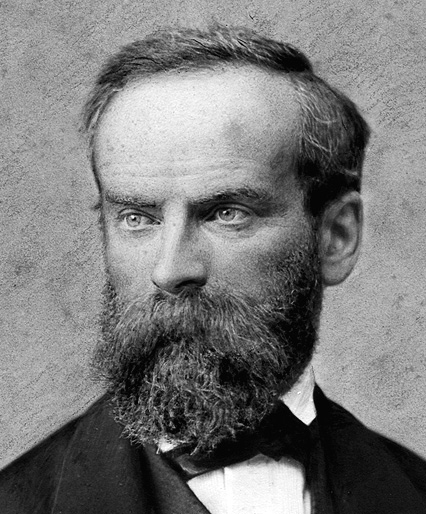
Philippe Fournier

Philippe Fournier (* 14. Juni 1818 in Estavayer-le-Lac; † 18. August 1886 in Freiburg; heimatberechtigt in Romont und Estavayer-le-Lac) war ein Schweizer Politiker.

## Leben
Philippe Fournier wurde als Sohn des staatlichen Einnehmers und Grossrats François-Joseph Fournier geboren. Er heiratete Marie-Madeleine Schneuwly, die Tochter des Bäckers Jean-Georges Nicolas.
Fournier studierte Rechtswissenschaft in München und Freiburg und war von 1844 bis 1846 Sekretär des Unterrichtsrates des Kantons Freiburg. Zudem war er Privatsekretär und Vertrauensmann seines Onkels, des Schultheissen Louis Fournier, der ihm 1847 geheime Aufträge übertrug. Während des radikalen Regimes von 1847 bis 1856 zog er sich aus der Politik zurück und wirkte als Mitherausgeber der Oppositionszeitung Gazette de Fribourg. Von 1857 bis 1860 arbeitete Fournier als Gerichtsschreiber und von 1860 bis 1862 als Kantonsrichter. Zwischen 1861 und 1886 war er Grossrat und von 1862 bis 1886 Staatsrat, zuständig für das Polizeidepartement. Fournier galt als Vertreter der Ultrakonservativen.